# (33128) 1998 BU48
(33128) 1998 BU48 ist ein Planetoid, der am 22. Januar 1998 am Kitt Peak Spacewatch von N. Danzl entdeckt wurde und zur Gruppe der Zentauren gehört. Der Asteroid läuft auf einer mäßig exzentrischen Bahn in 193 Jahren um die Sonne. Die Bahnexzentrizität seiner Bahn beträgt 0,38, wobei diese 14,23° gegen die Ekliptik geneigt ist.
Die Durchmesserschätzungen variieren zwischen 187 km und 213 km.